# Sant'Andrea dei Lagni
Sant'Andrea dei Lagni is een plaats (frazione) in de Italiaanse gemeente Santa Maria Capua Vetere.

## Voetnoten
1. ↑  Fonte[dode link]